# アメリカ合衆国国務省法律顧問
アメリカ合衆国国務省において、法律顧問（ほうりつこもん、Legal Adviser of the Department of State）は、国務省の業務について法的な観点から助言を行い、合衆国の対外政策の実施、国際法の発展に対する協力、および国務省内の各部署への支援を行う役職である。国務次官補と同等の地位にあり、国務省内で独立した役職である。
国務省において、法律顧問の役職は、1931年2月23日の議会法 (P.L. 71-715; 46 Stat. 1214) によって創設された。法律顧問の役職が創設される以前の1871年から1931年まで、国務省における法的な観点での助言は、司法省法務官が国務省法務官を兼任して行っていた。

## 歴代法律顧問
| 代   | 氏名                                   | 任命           | 在任期間       | 在任期間      | 備考  |
| 代   | 氏名                                   | 任命           | 着任           | 退任          | 備考  |
| ---- | -------------------------------------- | -------------- | -------------- | ------------- | ----- |
| 1    | グリーン・ハックワース                 | 1931年7月1日   | 1931年7月1日   | 1946年3月1日  | [ 1 ] |
| 2    | チャールズ・フェイ                     | 1946年6月14日  | 1946年6月19日  | 1947年8月15日 |       |
| 3    | アーネスト・グロス                     | 1947年7月21日  | 1947年8月16日  | 1949年3月3日  |       |
| 4    | エイドリアン・フィッシャー             | 1949年6月24日  | 1949年6月28日  | 1953年1月27日 |       |
| 5    | ハーマン・フレガー                     | 1953年1月30日  | 1953年2月2日   | 1957年4月1日  |       |
| 6    | ロフタス・ベッカー                     | 1957年6月13日  | 1957年6月13日  | 1959年8月15日 |       |
| 7    | エリック・ヘイガー                     | 1959年8月26日  | 1959年9月9日   | 1961年1月20日 |       |
| 8    | エイブラム・チェイス                   | 1961年2月6日   | 1961年2月6日   | 1964年6月27日 |       |
| 9    | レオナード・ミーカー                   | 1965年5月18日  | 1965年5月18日  | 1969年7月13日 |       |
| 10   | ジョン・スティーヴンソン               | 1969年7月8日   | 1969年7月14日  | 1973年1月1日  |       |
| 11   | カーライル・モー                       | 1973年11月23日 | 1973年11月27日 | 1974年7月9日  |       |
| 12   | モンロー・リー                         | 1974年12月20日 | 1975年1月21日  | 1977年1月20日 |       |
| 13   | ハーバート・ハンセル                   | 1977年3月30日  | 1977年4月8日   | 1979年9月20日 |       |
| 14   | ロバーツ・ビショップ・オーウェン       | 1979年9月2日   | 1979年10月4日  | 1981年2月16日 |       |
| 15   | デイヴィッドローランド・ロビンソン     | 1981年7月27日  | 1981年7月30日  | 1985年2月27日 |       |
| 16   | エイブラハム・ソフィア                 | 1985年6月10日  | 1985年6月10日  | 1990年6月15日 |       |
| 17   | エドウィン・ウィリアムソン             | 1990年9月20日  | 1990年9月20日  | 1993年1月20日 |       |
| 18   | コンラッド・ケネス・ハーパー           | 1993年5月12日  | 1993年5月24日  | 1996年6月30日 |       |
| 19   | デイヴィッド・アンドリューズ           | 1997年8月1日   | 1997年9月2日   | 2000年4月25日 |       |
| 20   | ウィリアム・ハワード・タフト4世        | 2001年4月9日   | 2001年4月16日  | 2005年3月     |       |
| 21   | ジョン・ベリンジャー3世                | 2005年2月11日  | 2005年4月6日   | 2009年3月23日 |       |
| 代行 | ジョーン・ドナヒュー                   | 2009年3月23日  | 2009年3月23日  | 2009年6月25日 |       |
| 22   | ハロルド・ホンジュ・コー               | 2009年3月23日  | 2009年6月25日  | 2013年1月22日 |       |
| 代行 | メアリー・マクロード                   | 2013年1月23日  | 2013年1月23日  | 2016年2月1日  |       |
| 23   | ブライアン・イーガン                   | 2016年2月2日   | 2016年2月2日   | 2017年1月20日 |       |
| 代行 | リチャード・C・ヴィセック              | 2017年1月20日  | 2017年1月20日  | 2018年1月22日 |       |
| 24   | ジェニファー・ジリアン・ニューステッド | 2018年1月22日  | 2018年1月22日  | 2019年5月31日 |       |
| 代行 | マリク・ストリング                     | 2019年6月1日   | 2019年6月1日   | 2021年1月20日 |       |
| 代行 | リチャード・C・ヴィセック              | 2021年1月20日  | 2021年1月20日  | 2024年9月24日 |       |
| 25   | マーガレット・L・テイラー              | 2024年9月24日  | 2024年9月24日  | 2025年1月20日 |       |

## 備考
1. ↑  上院休会中の任命。1931年12月17日に上院の承認を受ける。